# 3339 Treshnikov
3339 Treshnikov è un asteroide della fascia principale del diametro medio di circa 32,68 km. Scoperto nel 1978, presenta un'orbita caratterizzata da un semiasse maggiore pari a 3,1788345 UA e da un'eccentricità di 0,1350285, inclinata di 17,81489° rispetto all'eclittica.
L'asteroide è dedicato all'esploratore sovietico Alexey Tryoshnikov.